# Carlo Maratta
Carlo Maratta (1625 - 1713) foi um pintor italiano do período barroco. Foi pai de Maria Faustina Maratta (1679 – 1745).